# 唐頓莊園 (電影)
《唐頓莊園》（英語：Downton Abbey）是一部於2019年上映的英國歷史劇情片，由麥可·恩格勒執導，同名電視劇的主創兼執行製片人朱利安·費羅斯編劇。該片延續了電視版的故事，並帶回了部分原始角色及設定，包括主演休·博內威利、吉姆·卡特、米雪·道克利、伊莉莎白·麥戈文、瑪姬·史密芙、伊美黛·史道頓和潘妮洛普·威爾頓。
《唐頓莊園》的電影版在電視版結束後不久便開始计划，於2018年7月正式啟動，並於當月下旬開始拍攝，一直持續到11月。該片2019年9月13日在英國上映，而美國於2019年9月20日發行。2022年推出續集《唐頓莊園：全新世代》。

## 劇情
故事描述英皇佐治五世和瑪麗王后對格蘭特罕伯爵一家位於約克郡的唐頓莊園進行了正式的國事訪問。但當皇室成員們抵達時，刺客也已準備刺殺國王；另一方面，格蘭特罕伯爵一家的家人和僕人與王室隨從發生了摩擦，而使繼承的問題浮出了檯面。

## 演員
- 休·博內威利飾演羅伯特·克勞利
- 蘿拉·凱米歇爾（英语：Laura Carmichael）飾演伊迪絲·佩勒姆
- 吉姆·卡特（英语：Jim Carter (actor)）飾演查爾斯·卡森
- 米雪·道克利飾演瑪麗·塔爾伯特夫人
- 伊莉莎白·麥戈文飾演柯拉·克勞利
- 瑪姬·史密芙飾演薇爾莉特·克勞利
- 伊美黛·史道頓飾演莫德·巴格肖
- 潘妮洛普·威爾頓（英语：Penelope Wilton）飾演伊莎貝爾

## 迴響

### 票房
在美國上映前幾週，Fandango公司宣布《唐頓莊園》的預售票領先其他2019年的成人觀眾電影，如7月的《從前，有個好萊塢》（4110萬美元）。該片於美國上映前一週舉行了先行放映，並取得了220萬美元的票房收入。在美國和加拿大，《唐頓莊園》被外界預估於首週末能從3076間影院中取得1600萬至2500萬美元的票房。在上映首日，該片賺進1380萬美元（包括週四晚間預售的210萬美元）後，使首週的預估值提升至3100萬美元。在美國首週末，《唐頓莊園》以3100萬美元登上當週票房冠軍，成為焦點影業史上最高的開盤成績。
| 上一届： 《牠：第二章》 | 2019年美國週末票房冠軍 第38週 | 下一届： 《壞壞萌雪怪》 |

### 評價
爛番茄根據239條評論，獲得84%的新鮮度，平均得分6.9／10。在Metacritic上，電影獲得64分。